# Glenelg Highway

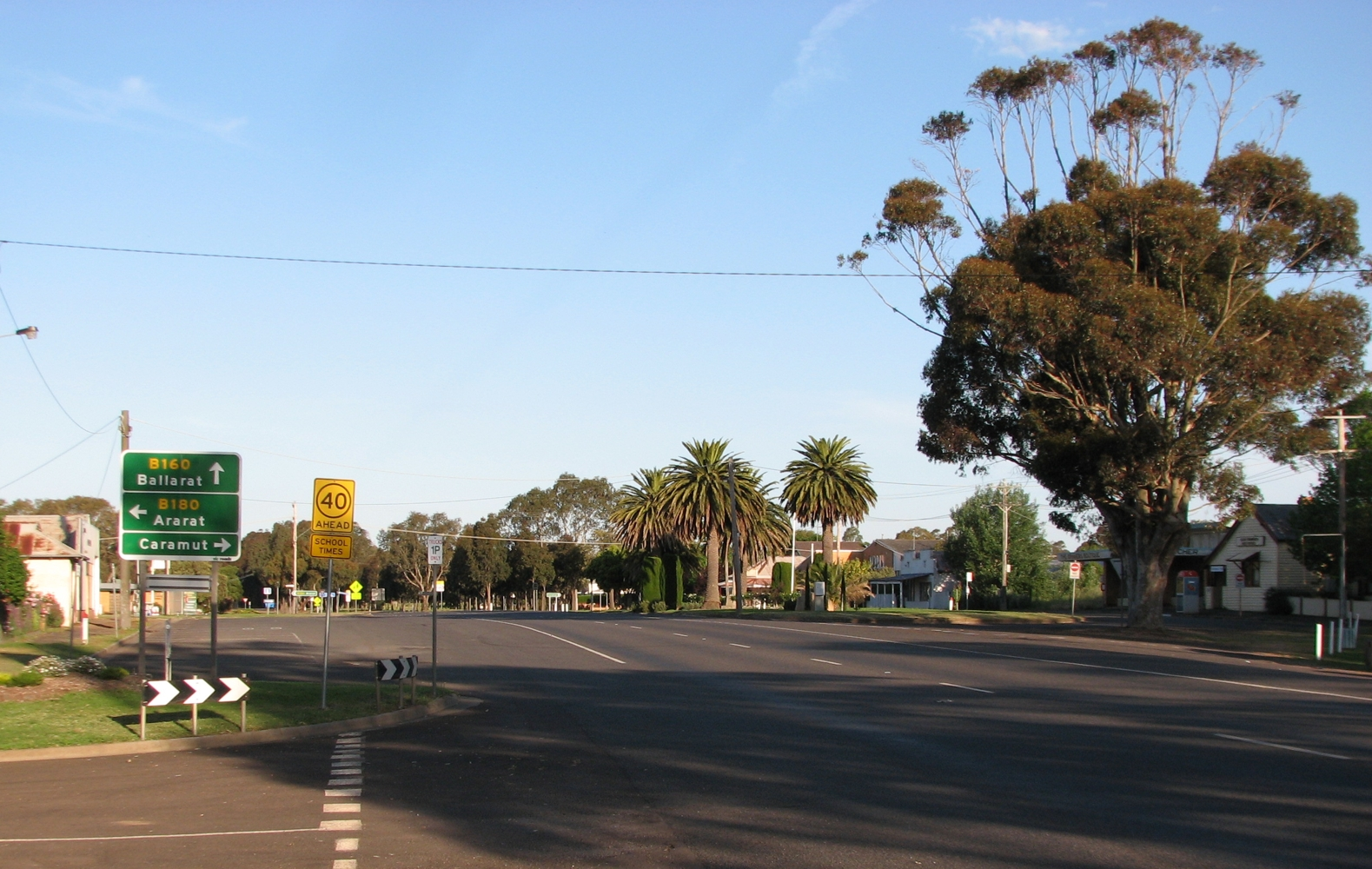
La Glenelg Highway, à l'entrée ouest de Glenthompson.

La Gleneg Highway est une route longue de 301 kilomètres située au sud-est de l'Australie, reliant Mount Gambier à Ballarat. La plus grande partie de la route est situé dans la partie occidentale de l'État de Victoria, sauf pour une courte portion, 15 km de la frontière Australie-Méridionale/Victoria entre Ardno et Glenburnie (à 6 km à l'est de Mount Gambier) qui se trouve en Australie-Méridionale. 
Les principales villes se trouvant sur son itinéraire sont Casterton, Coleraine et Hamilton. 